# Sean Zawadzki
Pour les articles homonymes, voir Zawadzki.
Sean Zawadzki, né le 21 avril 2000 à Olmsted Falls dans l'Ohio, est un joueur international américain de soccer. Il joue au poste de milieu central au Crew de Columbus.

## Biographie
Sean Zawadzki est né à Olmsted Falls, près de Cleveland,,. Il commence à jouer au soccer à la Team Challenger FC,,, avant de rejoindre l'académie du Crew de Columbus en 2015,.

### Parcours universitaire
Le 8 février 2018, il annonce son engagement et signe une lettre d'intention nationale pour jouer au soccer universitaire avec les Hoyas de l'université de Georgetown. Le 24 août 2018, il participe à son premier match avec les Hoyas face aux Gamecocks de la Caroline du Sud. Il délivre sa première passe décisive pour Ethan Lochner contre Stanford le 3 septembre. Nommé dans l'équipe-type freshman de la conférence Big East le 2 novembre. Puis, il remporte le tournoi du Big East (en) face aux Golden Eagles de Marquette le 11 novembre. Les Hoyas participent aux séries éliminatoires du championnat de la NCAA, mais perdent au troisième tour face aux Spartans de Michigan State.
Le 2 septembre 2019, lors de la saison suivante, il inscrit son premier but face aux Owls de Temple. Après un très bon match face aux Wildcats de Villanova, il figure au tableau d'honneur hebdomadaire le 4 novembre,. À la fin de la saison régulière, il est nommé dans la deuxième équipe-type de la conférence Big East le 11 novembre,. Une semaine plus tard, il remporte — pour la deuxième fois consécutive — le tournoi du Big East face aux Friars de Providence. Il est également nommé dans l'équipe-type du tournoi,. Puis, les Hoyas participent une nouvelle fois aux séries éliminatoires du championnat de la NCAA où ils remportent leurs trois rencontres et accèdent au tournoi final, la College Cup,. Lors de la demi-finale, il inscrit un but et délivre une passe décisive face au Cardinal de Stanford,. Ils remportent la finale face aux Cavaliers de la Virginie, à la suite d'une séance de tirs au but. Il est également nommé dans la troisième équipe-type de TopDrawerSoccer (en).
Il est nommé co-capitaine de l'équipe pour la saison 2020 avec Derek Dodson et Rio Hope-Gund. Cependant, la saison 2020 est reportée au printemps 2021, en raison de la pandémie de Covid-19. Début février, il est nommé dans l'équipe-type de présaison de la conférence Big East et dans la troisième équipe-type de présaison de TopDrawerSoccer,. Après avoir réalisé un excellent match face au Red Storm de Saint John, il est nommé milieu de la semaine de la conférence Big East le 12 avril. À la fin de la saison régulière, il est nommé dans la deuxième équipe-type de la conférence Big East. Puis, le 17 avril il perd la finale du tournoi du Big East — pour la première fois — face aux Pirates de Seton Hall. Malgré la défaite, il est nommé dans l'équipe-type du tournoi. Cependant, ils sont éliminés en quart de finale du championnat de la NCAA face au Thundering Herd de Marshall. Il est de nouveau nommé dans la troisième équipe-type de TopDrawerSoccer.
Avant le début de la saison d'automne, il est de nouveau nommé co-capitaine de l'équipe avec Ethan Koehler et Dante Polvara (en). Puis, en août 2021 il est nommé dans l'équipe-type de présaison de la conférence Big East et dans la deuxième équipe-type de présaison de TopDrawerSoccer,. Le 28 octobre, il est nommé finaliste du Senior CLASS Award,, mais c'est Noah Jensen qui remporte la récompense. À la fin de la saison régulière, il est nommé dans la première équipe-type, puis élu meilleur joueur défensif de l'année de la conférence Big East le 8 novembre. Une semaine plus tard, il remporte — pour la troisième fois — le tournoi du Big East face aux Friars de Providence. Il est également nommé dans l'équipe-type du tournoi. Puis, le 7 décembre, il est nommé demi-finaliste du trophée Hermann, mais c'est son coéquipier Dante Polvara qui remporte le prix. Puis, les Hoyas participent une nouvelle fois aux séries éliminatoires du championnat de la NCAA où ils remportent leurs trois rencontres et accèdent de nouveau au tournoi final, la College Cup,. Cependant, ils sont éliminés en demi-finale face aux Huskies de Washington. Puis, il est nommé dans la première équipe-type de TopDrawerSoccer. En 78 rencontres, Sean Zawadzki inscrit quatre buts et six passes décisives avec les Hoyas de Georgetown,.
Sean Zawadzki continue à jouer au soccer pendant ses vacances d'été, lorsqu'il rejoint les Rough Riders de Long Island en USL League Two. Il dispute dix rencontres et inscrit deux buts en 2019,.

### Parcours en club
Sean Zawadzki signe avec le Crew de Columbus son premier contrat en tant que Homegrown Player le 13 janvier 2022,.  Il s'engage pour deux ans, avec deux saisons en option,. Le Crew semble convaincu que Zawadzki est prêt à jouer un rôle dans la rotation de l’équipe au cours de la saison,.
Il fait ses débuts professionnels avec l'équipe réserve, jouant son premier match en MLS Next Pro le 3 avril 2022, face à la réserve du Fire de Chicago. À la fin de la saison régulière, il remporte la conférence Est et se hisse en finale où il se défait de St. Louis City 2.
Le 25 juin 2022, il fait ses débuts — en tant que titulaire — en Major League Soccer, face au Real Salt Lake, où il réalise un bon match,,. Quatre jours plus tard, il inscrit son premier but en MLS contre Toronto FC,,.
Il commence la saison 2023 en tant que remplaçant. Mais les blessures s’accumulent en défense, il est repositionné par Wilfried Nancy au poste de défenseur central,,,. Il est remplaçant lors de la finale de la coupe de la Major League Soccer remportée contre le Los Angeles FC le 9 décembre et entre en jeu à la fin du match,. Trois jours plus tard, le Crew exerce l'option sur le contrat de Zawadzki pour la saison 2024.
Le 2 février 2024, il signe un nouveau contrat avec son club formateur, jusqu'en 2027,. Puis, il commence la saison en tant que titulaire en défense centrale.

### Parcours en sélection
Sean Zawadzki participe à plusieurs camps d'entraînement avec l'équipe des États-Unis des moins de 19 ans,,, puis des moins de 20 ans.
Il est par la suite appelé pour participer au camp d'entraînement des Yanks, l'équipe américaine sénior, par Gregg Berhalter le 5 janvier 2024,,. Le 20 janvier suivant, il honore sa première sélection en tant que titulaire contre la Slovénie, lors d'un match amical,,.

## Statistiques

### Statistiques en club
| Saison                | Club                  | Championnat           | Championnat | Championnat | Championnat | Coupe(s) nationale(s) | Coupe(s) nationale(s) | Coupe(s) nationale(s) | Compétition(s) continentale(s) | Compétition(s) continentale(s) | Compétition(s) continentale(s) | Compétition(s) continentale(s) | Séries | Séries | Séries | États-Unis | États-Unis | États-Unis | Total | Total | Total |
| Saison                | Club                  | Division              | M.          | B.          | P.d.        | M.                    | B.                    | P.d.                  | Comp.                          | M.                             | B.                             | P.d.                           | M.     | B.     | P.d.   | M.         | B.         | P.d.       | M.    | B.    | P.d.  |
| 2022                  | Crew 2 de Columbus    | MLSNP                 | 18          | 1           | 1           | -                     | -                     | -                     | -                              | -                              | -                              | -                              | 3      | 0      | 1      | -          | -          | -          | 21    | 1     | 2     |
| 2023                  | Crew 2 de Columbus    | MLSNP                 | 1           | 0           | 0           | -                     | -                     | -                     | -                              | -                              | -                              | -                              | -      | -      | -      | -          | -          | -          | 1     | 0     | 0     |
| Sous-total            | Sous-total            | Sous-total            | 19          | 1           | 1           | -                     | -                     | -                     | -                              | -                              | -                              | -                              | 3      | 0      | 1      | -          | -          | -          | 22    | 1     | 2     |
| 2022                  | Crew de Columbus      | MLS                   | 5           | 1           | 0           | -                     | -                     | -                     | -                              | -                              | -                              | -                              | -      | -      | -      | -          | -          | -          | 5     | 1     | 0     |
| 2023                  | Crew de Columbus      | MLS                   | 30          | 3           | 0           | 3                     | 1                     | 0                     | LC                             | 3                              | 0                              | 0                              | 6      | 0      | 0      | -          | -          | -          | 42    | 4     | 0     |
| 2024                  | Crew de Columbus      | MLS                   | 27          | 1           | 1           | -                     | -                     | -                     | CCC+LC+CC                      | 5+5+1                          | 0                              | 1+0+0                          | 2      | 0      | 0      | 1          | 0          | 0          | 41    | 1     | 2     |
| 2025                  | Crew de Columbus      | MLS                   | 10          | 1           | 0           | -                     | -                     | -                     | CCC                            | 2                              | 0                              | 0                              | -      | -      | -      | 1          | 0          | 0          | 13    | 1     | 0     |
| Sous-total            | Sous-total            | Sous-total            | 72          | 6           | 1           | 3                     | 1                     | 0                     | -                              | 16                             | 0                              | 1                              | 8      | 0      | 0      | 1          | 0          | 0          | 100   | 7     | 2     |
| Total sur la carrière | Total sur la carrière | Total sur la carrière | 91          | 7           | 2           | 3                     | 1                     | 0                     | -                              | 16                             | 0                              | 1                              | 11     | 0      | 1      | 1          | 0          | 0          | 122   | 8     | 4     |